# Rugby Europe International Championships 2018-19
El Rugby Europe International Championships 2018-19 es el sistema de competición entre selecciones nacionales europeas, salvo las Integrantes del Seis Naciones. Esta temporada es la tercera de su nuevo formato y estructura, donde todos los niveles juegan en ciclos de un año, sustituyendo el antiguo formato de ciclo de dos años.

Después de la polémica del Rugby Europe International Championships 2018, y la deducción de puntos correspondiente, Rumanía se tendrá que enfrentar a Portugal en el playoff de descenso para determinar el último contendiente del campeonato de 2019. Finalmente, será Rumanía la que participe en el Rugby Europe Championship 2019 tras derrotar a Portugal por 36-6.

## Participantes
| Championship | Edición 2017-18      |
| ------------ | -------------------- |
| Georgia      | Ganador Championship |
| Rusia        | 2º Championship      |
| Alemania     | 3º Championship      |
| Bélgica      | 4º Championship      |
| España       | 5º Championship      |
| Rumania      | 6º Championship      |

| Trophy          | Edición 2017-18             |
| --------------- | --------------------------- |
| Portugal        | Ganador Trophy              |
| Países Bajos    | 2º Trophy                   |
| República Checa | 3º Trophy                   |
| Suiza           | 4º Trophy                   |
| Polonia         | 5º Trophy                   |
| Lituania        | Ganador Conferencia 1 Norte |

| Conferencia 1 Norte |
| ------------------- |
| Moldavia            |
| Ucrania             |
| Suecia              |
| Hungría             |
| Luxemburgo          |

| Conferencia 1 Sur    |
| -------------------- |
| Malta                |
| Croacia              |
| Israel               |
| Bosnia y Herzegovina |
| Chipre               |

| Conferencia 2 Norte |
| ------------------- |
| Letonia             |
| Dinamarca           |
| Austria             |
| Finlandia           |
| Noruega             |

| Conferencia 2 Sur |
| ----------------- |
| Andorra           |
| Serbia            |
| Eslovenia         |
| Eslovaquia        |
| Bulgaria          |

| Development | Edición 2017-18      |
| ----------- | -------------------- |
| Estonia     | 5º Conferencia 2 Sur |
| Turquía     | 2º Development       |

## Sistema de puntuación
La clasificación se determina según los siguientes criterios:
- 4 puntos por una victoria
- 2 puntos por un empate
- 0 puntos por una derrota
- 1 punto bonus por anotar, al menos, 3 ensayos más que el rival (bonus ofensivo)
- 1 punto bonus por perder por 7 o menos puntos (bonus defensivo)
- 1 punto bonus por ganar todos los partidos del grupo (bonus Grand Slam)

## Rugby Europe Championship 2019

### Clasificación
| Pos. | Nación   | Partidos | Partidos | Partidos  | Partidos | Partidos | Tantos  | Tantos    | Tantos | Puntos |
| Pos. | Nación   | Jugados  | Ganados  | Empatados | Perdidos | Bonus    | A favor | En contra | Dif    | Puntos |
| ---- | -------- | -------- | -------- | --------- | -------- | -------- | ------- | --------- | ------ | ------ |
| 1    | Georgia  | 5        | 5        | 0         | 0        | 3+1      | 162     | 34        | 128    | 24     |
| 2    | España   | 5        | 4        | 0         | 1        | 2        | 127     | 75        | 52     | 18     |
| 3    | Rumania  | 5        | 3        | 0         | 2        | 3        | 130     | 86        | 44     | 15     |
| 4    | Rusia    | 5        | 2        | 0         | 3        | 3        | 130     | 85        | 45     | 11     |
| 5    | Bélgica  | 5        | 1        | 0         | 4        | 0        | 68      | 222       | -154   | 4      |
| 6    | Alemania | 5        | 0        | 0         | 5        | 1        | 63      | 178       | -115   | 1      |

### Partidos

#### Jornada 1
| 9 de febrero de 2019, 14:00 EET (UTC+2) | Rumania | 9 – 18  | Georgia | Cluj Arena, Cluj                                         |                                                          |
|                                         |         | Reporte |         | Asistencia: 1500 espectadores Árbitro(s): Sean Gallagher | Asistencia: 1500 espectadores Árbitro(s): Sean Gallagher |

| 9 de febrero de 2019, 15:00 CET (UTC+1) | Bélgica | 29 – 22 | Alemania (1 BD) | Estadio Rey Balduino – Anexo 2, Bruselas                 |                                                          |
|                                         |         | Reporte |                 | Asistencia: 4000 espectadores Árbitro(s): Shota Tevzadze | Asistencia: 4000 espectadores Árbitro(s): Shota Tevzadze |

| 10 de febrero de 2019, 12:45 CET (UTC+1) | España | 16 – 14 | Rusia (1 BD) | Estadio Nacional Complutense, Madrid                  |                                                       |
|                                          |        | Reporte |              | Asistencia: 5800 espectadores Árbitro(s): Joy Neville | Asistencia: 5800 espectadores Árbitro(s): Joy Neville |

#### Jornada 2
| 16 de febrero de 2019, 14:00 MSK (UTC+3) | (1 BO) Rusia | 64 – 7  | Bélgica | Estadio Central de Sochi, Sochi                           |                                                           |
|                                          |              | Reporte |         | Asistencia: 3000 espectadores Árbitro(s): Cristian Serban | Asistencia: 3000 espectadores Árbitro(s): Cristian Serban |

| 16 de febrero de 2019, 14:00 EET (UTC+2) | (1 BO) Rumania | 38 – 10 | Alemania | Estadio Municipal de Botoșani, Botoșani                   |                                                           |
|                                          |                | Reporte |          | Asistencia: n.a. espectadores Árbitro(s): Nika Amashukeli | Asistencia: n.a. espectadores Árbitro(s): Nika Amashukeli |

| 17 de febrero de 2019, 18:00 GET (UTC+4) | Georgia | 24 – 10 | España | Avchala Stadium, Tiflis                                     |                                                             |
|                                          |         | Reporte |        | Asistencia: 3000 espectadores Árbitro(s): Christophe Ridley | Asistencia: 3000 espectadores Árbitro(s): Christophe Ridley |

#### Jornada 3
| 2 de marzo de 2019, 15:00 CET (UTC+1) | Alemania | 18 – 26 | Rusia | Parque deportivo Fritz Grunebaum, Heidelberg            |                                                         |
|                                       |          | Reporte |       | Asistencia: 2100 espectadores Árbitro(s): Ludovic Cayre | Asistencia: 2100 espectadores Árbitro(s): Ludovic Cayre |

| 2 de marzo de 2019, 16:00 CET (UTC+1) | Bélgica | 6 – 46  | Georgia (1 BO) | Estadio Rey Balduino – Anexo 2, Bruselas            |                                                     |
|                                       |         | Reporte |                | Asistencia: 2000 espectadores Árbitro(s): Ben Blain | Asistencia: 2000 espectadores Árbitro(s): Ben Blain |

| 3 de marzo de 2019, 12:45 CET (UTC+1) | España | 21 – 18 | Rumania (1 BD) | Estadio Nacional Complutense, Madrid                 |                                                      |
|                                       |        | Reporte |                | Asistencia: 6900 espectadores Árbitro(s): Adam Jones | Asistencia: 6900 espectadores Árbitro(s): Adam Jones |

#### Jornada 4
| 9 de marzo de 2019, 14:00 EET (UTC+2) | Rumania | 22 – 20 | Rusia (1 BD) | Estadio Municipal de Botoșani, Botoșani                   |                                                           |
|                                       |         | Reporte |              | Asistencia: 1200 espectadores Árbitro(s): Thomas Charabas | Asistencia: 1200 espectadores Árbitro(s): Thomas Charabas |

| 10 de marzo de 2019, 12:45 CET (UTC+1) | (1 BO) España | 47 – 9  | Bélgica | Estadio Nacional Complutense, Madrid                    |                                                         |
|                                        |               | Reporte |         | Asistencia: 8100 espectadores Árbitro(s): Marius Mitrea | Asistencia: 8100 espectadores Árbitro(s): Marius Mitrea |

| 10 de marzo de 2019, 16:00 GET (UTC+4) | (1 BO) Georgia | 52 – 3  | Alemania | AIA Arena, Kutaisi                                    |                                                       |
|                                        |                | Reporte |          | Asistencia: 6000 espectadores Árbitro(s): Keith Allen | Asistencia: 6000 espectadores Árbitro(s): Keith Allen |

#### Jornada 5
| 17 de marzo de 2019, 15:00 MSK (UTC+3) | Rusia | 6 – 22  | Georgia (1 BO) | Estadio Kubán, Krasnodar                            |                                                     |
|                                        |       | Reporte |                | Asistencia: 5850 espectadores Árbitro(s): Tom Foley | Asistencia: 5850 espectadores Árbitro(s): Tom Foley |

| 17 de marzo de 2019, 13:00 CET (UTC+1) | Alemania | 10 – 33 | España (1 BO) | Sportpark Höhenberg, Colonia                            |                                                         |
|                                        |          | Reporte |               | Asistencia: 2200 espectadores Árbitro(s): Andrea Piardi | Asistencia: 2200 espectadores Árbitro(s): Andrea Piardi |

| 17 de marzo de 2019, 13:00 CET (UTC+1) | Bélgica | 17 – 43 | Rumania (1 BO) | Estadio Rey Balduino – Anexo 2, Bruselas              |                                                       |
|                                        |         | Reporte |                | Asistencia: 3000 espectadores Árbitro(s): Craig Evans | Asistencia: 3000 espectadores Árbitro(s): Craig Evans |

## Rugby Europe Trophy 2018-19
| Pos. | Nación          | Partidos | Partidos | Partidos  | Partidos | Partidos | Tantos  | Tantos    | Tantos | Puntos |
| Pos. | Nación          | Jugados  | Ganados  | Empatados | Perdidos | Bonus    | A favor | En contra | Dif    | Puntos |
| ---- | --------------- | -------- | -------- | --------- | -------- | -------- | ------- | --------- | ------ | ------ |
| 1    | Portugal        | 5        | 5        | 0         | 0        | 5        | 272     | 31        | +241   | 25     |
| 2    | Países Bajos    | 5        | 4        | 0         | 1        | 2        | 164     | 58        | +106   | 18     |
| 3    | Suiza           | 5        | 3        | 0         | 2        | 2        | 108     | 138       | -30    | 12     |
| 4    | Polonia         | 5        | 2        | 0         | 3        | 3        | 104     | 164       | -60    | 10     |
| 5    | Lituania        | 5        | 1        | 0         | 4        | 1        | 63      | 175       | -112   | 5      |
| 6    | República Checa | 5        | 0        | 0         | 5        | 1        | 59      | 205       | -146   | 1      |

### Partidos
| 29 de septiembre de 2018, 16:00 CET (UTC+2) | República Checa | 22 – 41 | Polonia | Stadion Mládeže, Zlín                                    |                                                          |
|                                             |                 | Reporte |         | Asistencia: 500 espectadores Árbitro(s): Stuart Gaffikin | Asistencia: 500 espectadores Árbitro(s): Stuart Gaffikin |

| 13 de octubre de 2018, 14:00 EEST (UTC+3) | (1 BO) Lituania | 30 – 10 | República Checa | Savivaldybė Stadium, Šiauliai                                |                                                              |
|                                           |                 | Reporte |                 | Asistencia: 1000 espectadores Árbitro(s): Pedro Mendes Silva | Asistencia: 1000 espectadores Árbitro(s): Pedro Mendes Silva |

| 3 de noviembre de 2018, 18:00 CET (UTC+1) | (1 BO) Polonia | 33 – 0  | Lituania | Estadio Widzew Łódź, Lodz                                  |                                                            |
|                                           |                | Reporte |          | Asistencia: 2155 espectadores Árbitro(s): Gianluca Gnecchi | Asistencia: 2155 espectadores Árbitro(s): Gianluca Gnecchi |

| 17 de noviembre de 2018, 15:00 CET (UTC+1) | Suiza | 17 – 5  | República Checa | Stade Municipal (Yverdon), Yverdon-les-Bains            |                                                         |
|                                            |       | Reporte |                 | Asistencia: 2000 espectadores Árbitro(s): Maxime Burlet | Asistencia: 2000 espectadores Árbitro(s): Maxime Burlet |

| 17 de noviembre de 2018, 18:00 CET (UTC+1) | Polonia | 0 – 49  | Países Bajos (1 BO) | Arena Lublin, Lublin                                  |                                                       |
|                                            |         | Reporte |                     | Asistencia: 4000 espectadores Árbitro(s): Keith Allen | Asistencia: 4000 espectadores Árbitro(s): Keith Allen |

| 24 de noviembre de 2018, 15:00 CET (UTC+1) | Países Bajos | 36 – 15 | Suiza | NRCA Stadium, Ámsterdam                                   |                                                           |
|                                            |              | Reporte |       | Asistencia: 1400 espectadores Árbitro(s): Shota Tevzvadze | Asistencia: 1400 espectadores Árbitro(s): Shota Tevzvadze |

| 16 de febrero de 2019, 15:00 WET (UTC+0) | (1 BO) Portugal | 65 – 5  | Polonia | Complejo Municipal de Atletismo, Setúbal                 |                                                          |
|                                          |                 | Reporte |         | Asistencia: n.a. espectadores Árbitro(s): Manuel Bottino | Asistencia: n.a. espectadores Árbitro(s): Manuel Bottino |

| 9 de marzo de 2019, 13:15 CET (UTC+1) | Países Bajos | 5 – 18  | Portugal | NRCA Stadium, Ámsterdam                                 |                                                         |
|                                       |              | Reporte |          | Asistencia: 7000 espectadores Árbitro(s): Maxime Burlet | Asistencia: 7000 espectadores Árbitro(s): Maxime Burlet |

| 16 de marzo de 2019, 14:00 CET (UTC+1) | (1 BD) República Checa | 22 – 24 | Países Bajos | Stadion ragby Císařka, Praga                          |                                                       |
|                                        |                        | Reporte |              | Asistencia: 850 espectadores Árbitro(s): Paulo Duarte | Asistencia: 850 espectadores Árbitro(s): Paulo Duarte |

| 16 de marzo de 2019, 15:30 CET (UTC+1) | Suiza | 14 – 48 | Portugal (1 BO) | Centre Sportif de Colovray, Nyon                              |                                                               |
|                                        |       | Reporte |                 | Asistencia: 2107 espectadores Árbitro(s): Iñigo Atorrasagasti | Asistencia: 2107 espectadores Árbitro(s): Iñigo Atorrasagasti |

| 23 de marzo de 2019, 15:00 CET (UTC+1) | (1 BD) Polonia | 25 – 28 | Suiza | Estadio ŁKS, Lodz                                          |                                                            |
|                                        |                | Reporte |       | Asistencia: 2500 espectadores Árbitro(s): Vlad Iordachescu | Asistencia: 2500 espectadores Árbitro(s): Vlad Iordachescu |

| 23 de marzo de 2019, 15:00 WET (UTC+0) | (1 BO) Portugal | 93 – 0  | República Checa | Complejo Deportivo Caldas Rainha, Caldas da Rainha     |                                                        |
|                                        |                 | Reporte |                 | Asistencia: n/a espectadores Árbitro(s): Tual Trainini | Asistencia: n/a espectadores Árbitro(s): Tual Trainini |

| 6 de abril de 2019, 17:00 EEST (UTC+3) | Lituania | 7 – 48 | Portugal | Sporto centras, Jurbarkas |  |
|                                        |          |        |          | Árbitro(s):               |  |

| 13 de abril de 2019, 16:00 CEST (UTC+2) | Suiza | 34 – 24 | Lituania | Stadion Breite, Schaffhausen |  |
|                                         |       |         |          | Árbitro(s):                  |  |

| 1 de junio de 2019, 13:00 EEST (UTC+3) | Lituania | 3 – 50 | Países Bajos | Panevėžio kūno kultūros ir sporto centras, Panevėžys |  |
|                                        |          |        |              | Árbitro(s):                                          |  |

## Rugby Europe Conference 2018-19

### Conferencia 1

#### Conferencia 1 Norte
| Pos. | Nación     | Partidos | Partidos | Partidos  | Partidos | Partidos | Tantos  | Tantos    | Tantos | Puntos |
| Pos. | Nación     | Jugados  | Ganados  | Empatados | Perdidos | Bonus    | A favor | En contra | Dif    | Puntos |
| ---- | ---------- | -------- | -------- | --------- | -------- | -------- | ------- | --------- | ------ | ------ |
| 1    | Ucrania    | 4        | 3        | 0         | 1        | 2        | 113     | 29        | +84    | 14     |
| 2    | Suecia     | 4        | 3        | 0         | 1        | 1        | 140     | 65        | +75    | 13     |
| 3    | Luxemburgo | 4        | 2        | 0         | 2        | 2        | 63      | 59        | +4     | 9      |
| 4    | Hungría    | 4        | 1        | 0         | 3        | 2        | 97      | 118       | -21    | 6      |
| 5    | Moldavia   | 4        | 1        | 0         | 3        | 0        | 49      | 147       | -98    | 4      |

##### Partidos
| 13 de octubre de 2018, 14:00 EEST (UTC+3) | Ucrania | 24 – 13 | Luxemburgo |                                                          |                                                          |
|                                           |         | Reporte |            | Asistencia: 250 espectadores Árbitro(s): Cristian Serban | Asistencia: 250 espectadores Árbitro(s): Cristian Serban |

| 20 de octubre de 2018, 14:00 CEST (UTC+2) | (1 BO) Suecia | 80 – 6  | Moldavia |                                                      |                                                      |
|                                           |               | Reporte |          | Asistencia: 400 espectadores Árbitro(s): Gert Visser | Asistencia: 400 espectadores Árbitro(s): Gert Visser |

| 3 de noviembre de 2018, 16:00 EET (UTC+2) | Moldavia | 16 – 31 | Hungría (1 BO) |                                                               |                                                               |
|                                           |          | Reporte |                | Asistencia: 200 espectadores Árbitro(s): Tornike Gvirjishvili | Asistencia: 200 espectadores Árbitro(s): Tornike Gvirjishvili |

| 3 de noviembre de 2018, 16:00 CET (UTC+1) | (1 BD) Luxemburgo | 9 – 10  | Suecia |                                                       |                                                       |
|                                           |                   | Reporte |        | Asistencia: 1400 espectadores Árbitro(s): Yann Benoît | Asistencia: 1400 espectadores Árbitro(s): Yann Benoît |

| 10 de noviembre de 2018, 14:00 CET (UTC+1) | Hungría | 24 – 48 | Ucrania (1 BO) | Városi Szabadidő Központ, Százhalombatta                  |                                                           |
|                                            |         | Reporte |                | Asistencia: 600 espectadores Árbitro(s): Daniel O'Connell | Asistencia: 600 espectadores Árbitro(s): Daniel O'Connell |

| 13 de abril de 2019, 17:00 CEST (UTC+2) | Luxemburgo | 23 – 10 | Moldavia |             |  |
|                                         |            |         |          | Árbitro(s): |  |

| 20 de abril de 2019, 17:00 EEST (UTC+3) | Moldavia | 17 – 13 | Ucrania |             |  |
|                                         |          |         |         | Árbitro(s): |  |

| 4 de mayo de 2019, 15:00 CEST (UTC+2) | Hungría | 15 – 18 | Luxemburgo |             |  |
|                                       |         |         |            | Árbitro(s): |  |

| 11 de mayo de 2019, 15:00 CEST (UTC+2) | Suecia | 36 – 27 | Hungría |             |  |
|                                        |        |         |         | Árbitro(s): |  |

| 18 de mayo de 2019, 16:00 EEST (UTC+3) | Ucrania | 23 – 14 | Suecia |             |  |
|                                        |         |         |        | Árbitro(s): |  |

#### Conferencia 1 Sur
| Pos. | Nación               | Partidos | Partidos | Partidos  | Partidos | Partidos | Tantos  | Tantos    | Tantos | Puntos |
| Pos. | Nación               | Jugados  | Ganados  | Empatados | Perdidos | Bonus    | A favor | En contra | Dif    | Puntos |
| ---- | -------------------- | -------- | -------- | --------- | -------- | -------- | ------- | --------- | ------ | ------ |
| 1    | Malta                | 4        | 3        | 1         | 0        | 2        | 117     | 49        | +68    | 16     |
| 2    | Croacia              | 4        | 3        | 1         | 0        | 2        | 123     | 69        | +54    | 16     |
| 3    | Israel               | 4        | 2        | 0         | 2        | 3        | 104     | 62        | +42    | 11     |
| 4    | Chipre               | 4        | 1        | 0         | 3        | 0        | 79      | 139       | -60    | 4      |
| 5    | Bosnia y Herzegovina | 4        | 0        | 0         | 4        | 1        | 40      | 144       | -104   | 1      |

##### Partidos
| 13 de octubre de 2018, 19:00 CEST (UTC+2) | Bosnia y Herzegovina | 11 – 40 | Croacia (1 BO) |                                                       |                                                       |
|                                           |                      | Reporte |                | Asistencia: 1000 espectadores Árbitro(s): Matej Razga | Asistencia: 1000 espectadores Árbitro(s): Matej Razga |

| 20 de octubre de 2018, 16:00 CEST (UTC+2) | (1 BO) Croacia | 46 – 24 | Chipre |                                                         |                                                         |
|                                           |                | Reporte |        | Asistencia: n/c espectadores Árbitro(s): Manuel Bottino | Asistencia: n/c espectadores Árbitro(s): Manuel Bottino |

| 20 de octubre de 2018, 14:00 IDT (UTC+3) | (1 BD) Israel | 14 – 21 | Malta |                                                       |                                                       |
|                                          |               | Reporte |       | Asistencia: n/c espectadores Árbitro(s): John Catteau | Asistencia: n/c espectadores Árbitro(s): John Catteau |

| 27 de octubre de 2018, 14:00 CEST (UTC+2) | (1 BO) Malta | 41 – 7  | Bosnia y Herzegovina |                                                       |                                                       |
|                                           |              | Reporte |                      | Asistencia: 1500 espectadores Árbitro(s): Anthony Lac | Asistencia: 1500 espectadores Árbitro(s): Anthony Lac |

| 27 de octubre de 2018, 15:00 CEST (UTC+2) | Croacia | 19 – 16 | Israel (1BD) |                                                         |                                                         |
|                                           |         | Reporte |              | Asistencia: n/c espectadores Árbitro(s): Ben Breakspear | Asistencia: n/c espectadores Árbitro(s): Ben Breakspear |

| 10 de noviembre de 2018, 15:00 EET (UTC+2) | Chipre | 22 – 34 | Israel | Estadio Pafiako, Pafos                                    |                                                           |
|                                            |        | Reporte |        | Asistencia: n/c espectadores Árbitro(s): Jorge Molpeceres | Asistencia: n/c espectadores Árbitro(s): Jorge Molpeceres |

| 16 de marzo de 2019, 14:00 IST (UTC+2) | (1 BO) Israel | 40 – 0  | Bosnia y Herzegovina | Instituto Wingate, Netanya                           |                                                      |
|                                        |               | Reporte |                      | Asistencia: 500 espectadores Árbitro(s): Ethan Glass | Asistencia: 500 espectadores Árbitro(s): Ethan Glass |

| 23 de marzo de 2019, 16:00 EET (UTC+3) | Chipre | 10 – 37 | Malta (1 BO) |                                                          |                                                          |
|                                        |        | Reporte |              | Asistencia: 700 espectadores Árbitro(s): Hollie Davidson | Asistencia: 700 espectadores Árbitro(s): Hollie Davidson |

| 6 de abril de 2019, 15:00 CEST (UTC+2) | Bosnia y Herzegovina | 22 – 33 | Chipre |             |  |
|                                        |                      |         |        | Árbitro(s): |  |

| 13 de abril de 2019, 16:00 CEST (UTC+2) | Malta | 18 – 18 | Croacia |             |  |
|                                         |       |         |         | Árbitro(s): |  |

### Conferencia 2

#### Conferencia 2 Norte
| Pos. | Nación    | Partidos | Partidos | Partidos  | Partidos | Partidos | Tantos  | Tantos    | Tantos | Puntos |
| Pos. | Nación    | Jugados  | Ganados  | Empatados | Perdidos | Bonus    | A favor | En contra | Dif    | Puntos |
| ---- | --------- | -------- | -------- | --------- | -------- | -------- | ------- | --------- | ------ | ------ |
| 1    | Letonia   | 4        | 4        | 0         | 0        | 4        | 118     | 43        | +75    | 20     |
| 2    | Finlandia | 4        | 3        | 0         | 1        | 0        | 95      | 93        | +2     | 12     |
| 3    | Dinamarca | 4        | 2        | 0         | 2        | 3        | 100     | 77        | +23    | 11     |
| 4    | Noruega   | 4        | 1        | 0         | 3        | 0        | 54      | 112       | -29    | 4      |
| 5    | Austria   | 4        | 0        | 0         | 4        | 3        | 62      | 104       | -42    | 3      |

##### Partidos
| 13 de octubre de 2018, 15:00 EEST (UTC+3) | Finlandia | 22 – 18 | Dinamarca (1 BD) |                                                          |                                                          |
|                                           |           | Reporte |                  | Asistencia: 300 espectadores Árbitro(s): Jacob Bäverstam | Asistencia: 300 espectadores Árbitro(s): Jacob Bäverstam |

| 13 de octubre de 2018, 15:00 CEST (UTC+2) | Noruega | 9 – 6   | Austria (1 BD) |                                                              |                                                              |
|                                           |         | Reporte |                | Asistencia: 300 espectadores Árbitro(s): Nicolas Vandecauter | Asistencia: 300 espectadores Árbitro(s): Nicolas Vandecauter |

| 20 de octubre de 2018, 15:00 EEST (UTC+3) | (1 BO) Letonia | 24 – 7  | Finlandia |                                                                  |                                                                  |
|                                           |                | Reporte |           | Asistencia: 500 espectadores Árbitro(s): Alexandru-Eugen Ionescu | Asistencia: 500 espectadores Árbitro(s): Alexandru-Eugen Ionescu |

| 27 de octubre de 2018, 17:00 CEST (UTC+2) | (1 BO) Dinamarca | 42 – 10 | Noruega |                                                           |                                                           |
|                                           |                  | Reporte |         | Asistencia: 1000 espectadores Árbitro(s): Lukasz Jasiński | Asistencia: 1000 espectadores Árbitro(s): Lukasz Jasiński |

| 27 de octubre de 2018, 19:00 CEST (UTC+2) | (1 BD) Austria | 20 – 26 | Letonia |                                                           |                                                           |
|                                           |                | Reporte |         | Asistencia: 1000 espectadores Árbitro(s): Killian O'Brien | Asistencia: 1000 espectadores Árbitro(s): Killian O'Brien |

| 30 de marzo de 2019, 15:00 CET (UTC+2) | (1 BD) Austria | 29 – 32 | Finlandia |                                                         |                                                         |
|                                        |                | Reporte |           | Asistencia: 500 espectadores Árbitro(s): Dejean Stligic | Asistencia: 500 espectadores Árbitro(s): Dejean Stligic |

| 27 de abril de 2019, 16:00 CEST (UTC+2) | Dinamarca | 37 – 7 | Austria |             |  |
|                                         |           |        |         | Árbitro(s): |  |

| 4 de mayo de 2019, 17:00 EEST (UTC+3) | Letonia | 38 – 3 | Dinamarca |             |  |
|                                       |         |        |           | Árbitro(s): |  |

| 25 de mayo de 2019, 16:00 CEST (UTC+2) | Noruega | 13 – 30 | Letonia |             |  |
|                                        |         |         |         | Árbitro(s): |  |

| 1 de junio de 2019, 17:00 EEST (UTC+3) | Finlandia | 34 – 22 | Noruega |             |  |
|                                        |           |         |         | Árbitro(s): |  |

#### Conferencia 2 Sur
| Pos. | Nación     | Partidos | Partidos | Partidos  | Partidos | Partidos | Tantos  | Tantos    | Tantos | Puntos |
| Pos. | Nación     | Jugados  | Ganados  | Empatados | Perdidos | Bonus    | A favor | En contra | Dif    | Puntos |
| ---- | ---------- | -------- | -------- | --------- | -------- | -------- | ------- | --------- | ------ | ------ |
| 1    | Eslovenia  | 4        | 3        | 0         | 1        | 2        | 191     | 67        | +124   | 14     |
| 2    | Bulgaria   | 4        | 3        | 0         | 1        | 0        | 125     | 98        | +27    | 12     |
| 3    | Serbia     | 4        | 2        | 0         | 2        | 2        | 101     | 105       | -4     | 10     |
| 4    | Andorra    | 4        | 2        | 0         | 2        | 1        | 94      | 103       | -9     | 9      |
| 5    | Eslovaquia | 4        | 0        | 0         | 4        | 0        | 53      | 191       | -138   | 0      |

##### Partidos
| 13 de octubre de 2018, 15:00 CEST (UTC+2) | (1 BD) Serbia | 29 – 35 | Bulgaria |                                                       |                                                       |
|                                           |               | Reporte |          | Asistencia: n/c espectadores Árbitro(s): Stepan Cekal | Asistencia: n/c espectadores Árbitro(s): Stepan Cekal |

| 20 de octubre de 2018, 14:00 CEST (UTC+2) | (1 BO) Eslovenia | 48 – 14 | Andorra |                                                          |                                                          |
|                                           |                  | Reporte |         | Asistencia: 400 espectadores Árbitro(s): Hrvoje Bartolić | Asistencia: 400 espectadores Árbitro(s): Hrvoje Bartolić |

| 27 de octubre de 2018, 16:00 CEST (UTC+2) | Bulgaria | 13 – 25 | Eslovenia |                                                        |                                                        |
|                                           |          | Reporte |           | Asistencia: 600 espectadores Árbitro(s): Dejan Stiglic | Asistencia: 600 espectadores Árbitro(s): Dejan Stiglic |

| 3 de noviembre de 2018, 17:00 CET (UTC+1) | Andorra | 27 – 14 | Eslovaquia |                                                       |                                                       |
|                                           |         | Reporte |            | Asistencia: 400 espectadores Árbitro(s): Ariel Cabral | Asistencia: 400 espectadores Árbitro(s): Ariel Cabral |

| 10 de noviembre de 2018, 14:00 CET (UTC+1) | Eslovaquia | 10 – 37 | Serbia (1 BO) | Štadión PFK, Piešťany                                 |                                                       |
|                                            |            | Reporte |               | Asistencia: 200 espectadores Árbitro(s): Mike Hawkins | Asistencia: 200 espectadores Árbitro(s): Mike Hawkins |

| 20 de abril de 2019, 17:00 CEST (UTC+2) | Eslovaquia | 24 – 36 | Bulgaria |             |  |
|                                         |            |         |          | Árbitro(s): |  |

| 11 de mayo de 2019, 15:00 CEST (UTC+2) | Serbia | 35 – 27 | Eslovenia |             |  |
|                                        |        |         |           | Árbitro(s): |  |

| 11 de mayo de 2019, 17:00 EEST (UTC+3) | Bulgaria | 41 – 20 | Andorra |             |  |
|                                        |          |         |         | Árbitro(s): |  |

| 18 de mayo de 2019, 15:00 CEST (UTC+2) | Eslovenia | 91 – 5 | Eslovaquia |             |  |
|                                        |           |        |            | Árbitro(s): |  |

| 18 de mayo de 2019, 18:00 CEST (UTC+2) | Andorra | 33 – 0 | Serbia |             |  |
|                                        |         |        |        | Árbitro(s): |  |

## Rugby Europe Development 2019
| Pos. | Nación  | Partidos | Partidos | Partidos  | Partidos | Partidos | Tantos  | Tantos    | Tantos | Puntos |
| Pos. | Nación  | Jugados  | Ganados  | Empatados | Perdidos | Bonus    | A favor | En contra | Dif    | Puntos |
| ---- | ------- | -------- | -------- | --------- | -------- | -------- | ------- | --------- | ------ | ------ |
| 1    | Turquía | 2        | 2        | 0         | 0        | 2        | 104     | 39        | +65    | 10     |
| 2    | Estonia | 2        | 0        | 0         | 2        | 0        | 39      | 104       | -65    | 0      |

### Partidos
| 20 de abril de 2019 | Turquía | 61 – 20 | Estonia |             |  |
|                     |         |         |         | Árbitro(s): |  |

| 25 de mayo de 2019, 13:00 EEST (UTC+3) | Estonia | 19 – 43 | Turquía |             |  |
|                                        |         |         |         | Árbitro(s): |  |

## Play-offs

### Play-off Ascenso/Descenso Championship-Trophy
| 15 de junio de 2019, 14:00 CET | Alemania | 32 – 37 | Portugal | Sportanlage an der Feldgerichtstrasse, Frankfurt        |                                                         |
|                                |          | Reporte |          | Asistencia: 800 espectadores Árbitro(s): Sean Gallagher | Asistencia: 800 espectadores Árbitro(s): Sean Gallagher |